# Гуґо Будінґер
Гуґо Будінґер (нім. Hugo Budinger, 10 червня 1927 — 7 жовтня 2017) — німецький хокеїст на траві.
Бронзовий призер Олімпійських Ігор 1956 року, учасник 1952, 1960 років.